# Maquillaje (canción de Mecano)
«Maquillaje» es el cuarto sencillo de Mecano, grupo español de tecno-pop. Fue puesto a la venta el 21 de junio de 1982 en versión de 7" (CBS A-2752) así como en formato maxi sencillo de 12" (CBS A 12.2462), con diferentes canciones en las respectivas caras B. Fue el primer disco del grupo editado después de la publicación del primer álbum del grupo, Mecano, que había sido un gran éxito. Para ayudar a las ventas del 12", este se acompañaba con una camiseta del grupo como regalo. 
En el año 2007 Tatiana hizo una versión de esta canción y en 2009 llegó una nueva versión de Cherry Ahava. En 2010 el grupo mexicano de pop JotDog realizó su versión para el álbum Tributo a Ana, José y Nacho (Mecano).
Esta canción fue un gran éxito en España e Hispanoamérica.

## La canción
Se convirtió en la «la canción del verano» de 1982. «Maquillaje» fue todo un éxito desde el mismo momento en que se la comenzó a promocionar en la radio y es otra de esas canciones que serían ineludibles dentro de los conciertos que Mecano diera en directo.
Escrita por I. Cano, es una canción hecha a dos ritmos, el cual se quiebra o cambia justo antes de comenzar los estribillos y para el momento en que Nacho compuso este tema, marcó pauta dentro de lo que hasta ese momento se venía haciendo musicalmente dentro de España.
El tema tiene una melodía sumamente pegadiza. La letra habla de esa costumbre de algunas mujeres de no dejarse ver por cualquiera si antes no están perfectamente maquilladas, con una preocupación rayana en lo obsesivo. Esta canción, cuando el grupo la interpretaba en directo, tomaba un «swing» mucho más «roquero» y es uno de esos temas que nunca sonaba igual cuando la interpretaban año tras año, debido a los cambios que se le hacían.
La voz de esta canción en el álbum y los sencillos es la de Ana Torroja, pero su interpretación instrumental original no corrió a cargo de los miembros masculinos del grupo, sino que estuvo a cargo de varios músicos de sesión profesionales: Manolo Aguilar (bajo eléctrico), Javier de Juan (batería), Carlos García-Vaso (guitarras) y Luis Cobos (teclados y saxofón). Al parecer, ni José María ni Nacho tenían aún los conocimientos ni la técnica necesaria para poder tocar ellos mismos en grabación.

## Los sencillos
La portada colorista de este sencillo también fue objeto de notoriedad debido a la novedad que presentaba en el diseño de la misma: se trataba de los dibujos en colores de los rostros de cada uno de los integrantes del grupo siendo maquillados al mismo tiempo por toda una serie de implementos propios de la cosmética, tales como pinceles, creyones, lápices labiales, etc.

### Versión en 7"
El sencillo de 7" tenía como cara B un tema de José María Cano: «Sólo soy una persona», que no alcanzaba los dos minutos de duración. Es la misma canción que cerraba su primer álbum:
- Cara A: «Maquillaje» (2:30) (I. Cano)
- Cara B: «Sólo soy una persona» (1:45) (J. M. Cano)

El formato sencillo de 7", además de España, también fue editado en:
- Argentina. Cara A: «Maquillaje». Cara B: «Boda en Londres». Referencia DEP-264.
- Perú. Cara A: «Maquillaje». Cara B: «La máquina de vapor». Referencia CSR-1234.

También se incluyó en un sencillo promocional editado en México que contenía en una cara «Me colé en una fiesta» y en la otra «Maquillaje», bajo la referencia Epic – SC-72002.

### Versión en 12"
La versión maxisencillo de 12" contenía en la cara B dos temas inéditos, no incluidos en el los discos «Napoleón» y «Super-ratón»:
- Cara A:
  - «Maquillaje»
  - «Napoleón»
- Cara B:
  - «Super-ratón»

En versión maxisencillo también fue editado en:
- Ecuador. Contiene los mismos temas que la edición española. Se editó con el vinilo de color negro y también de color azul translúcido.
- Colombia, con los mismos temas que la edición española. Referencia Epic 449-305.

### Sencillo promocional (7")
- Lado único: «Maquillaje (Especial Discotecas Verano '82)»

## Versiones
En 1981 la cantante mexicana Yuri versionó esta canción, aunque no se editó hasta 1988 en el álbum "Algo de mi vida". También fue popularizada por el grupo venezolano Las Payasitas Nifu Nifa en 1997. 
En 2006 Ana Torroja hizo lo propio para el álbum Me cuesta tanto olvidarte. 
En 2009 salió a la luz en México una versión interpretada por Cherry Ahava, en tanto que en 2010 el también grupo mexicano de pop siniestro JotDog realizó su versión para el álbum Tributo a Ana, José y Nacho (Mecano).
En 2019 fue versionada por Ana Guerra, en el programa de La 1 de TVE La mejor canción jamás cantada.

## Usos en la cultura popular
En «La gotera», episodio número 11 de la serie chilena 31 minutos estrenado el 24 de mayo de 2003, varios personajes cantan esta canción sobre la pista original en la sección de Mico el Micófono «Canta la gente».

## Posicionamiento en listas
| Lista (1982)                | Mejor posición |
| --------------------------- | -------------- |
| España (Los 40 Principales) | 1              |